# Афгано-туркменистанская граница
Афгано-туркменистанская граница — государственная граница между Афганистаном и Туркменистаном. Протяженность границы составляет 804 км и простирается от пограничного стыка с Ираном на западе до пограничного стыка с Узбекистаном на востоке.

## Описание
Граница начинается от пограничного стыка с Ираном на реке Теджен. На восток пролегает прямой линией примерно на 90 км, пока не достигнет реки Кушки около афганского города Торгунди, по которой следует на юг на коротком участке в 15 км. Затем граница проходит по суше на 150 км в северо-западном направлении, пока не достигнет реки Мургаб, по которой следует на север на протяжении 35 км. Затем она идет по суше на северо-запад на 370 км, пока не достигнет реки Амударья к северу от афганской провинции Джаузджан. Затем граница проходит по тальвегу этой реки до пограничного стыка с Узбекистаном.
Граница проходит по малонаселённой местности, на которой расположены пустыни и холмы, за исключением самой восточной части, где Амударья проходит параллельно автомобильной и железной дороге с туркменистанской стороны.

## История
Ранее по этой территории проходила афгано-советская граница, которая в значительной степени приняла свой современный вид во время британско-российского геополитического соперничества в Центральной Азии в XIX веке, известного как Большая игра. После того, как Российская империя завоевала Хивинское ханство и Бухарский эмират, а Британская империя контролировала Индию, две империи решили оставить Афганистан в качестве независимого буферного государства между ними.
В 1873 году Великобритания и Россия договорились о приблизительном очертании границы, при этом её часть проходила по Амударье на восток от окрестностей деревни Хваджа-Салар до озера Зорку, а Ваханский коридор Афганистана разделял две империи на востоке. Западная часть границы (большая часть современной афгано-туркменистанской границы) должна была быть определена позднее пограничной комиссией.
Напряжённость росла по мере того, как Россия расширяла территории дальше на то, что является современной частью Туркменистана, в начале 1880-х годов, что в итоге привело к бою на Кушке (около Сандыкачи современного Туркменистана) за территорию на которую претендовал Афганистан. Переговоры разрешили ситуацию, и совместная британско-российская пограничная комиссия провела демаркацию границы, сохранившуюся до настоящего времени, в период 1885—1888 годов. Поскольку деревня Хваджа-Салар больше не существовала, было решено, что граница должна пересекать Амударью в районе Хамиаба.
Самая восточная часть границы (в настоящее время являющейся частью афгано-таджикской границы) не была окончательно демаркирована до 1893—1895 годов, когда афганцы отказались от любых претензий на земли к северу от Амударьи. Это соглашение также оговаривало прохождение сухопутной границы на участке к востоку от озера Зоркуль до Китая, с последующим возведением ряда пограничных столбов.
В 1921 году был подписан советско-афганский договор, по которому советские власти согласились передать Афганистану приграничные районы, которые принадлежали последнему в прошлом веке, соблюдая принципы справедливости и самоопределения населения, населяющего их. Однако этот договор так и не был реализован и был аннулирован Соглашением о границе 1946 года, которое сохранило границу такой, какой она была, с речными островами, которые впоследствии должны были быть распределены совместной комиссией.
В 1979 году 40-я общевойсковая армия СССР пересекли границу в Имамназаре/Кушке в ходе Советско-афганской войны на пути в Герат и Кандагар.
За последние годы произошло несколько инцидентов, связанных с продолжающимся конфликтом и нестабильностью в Афганистане, что побудило Туркменистан увеличить своё военное присутствие на границе. В 2017 году президент Туркменистана Гурбангулы Бердымухамедов лично посетил границу, чтобы проверить меры безопасности.
После того, как в 2021 году «Талибан» захватил многие регионы Афганистана, некоторое количество афганских военных и гражданских лиц пересекли границу с Туркменистаном.

## Инциденты
- В 2014 году на границе произошло несколько инцидентов. В феврале туркменские пограничники убили боевика, который незаконно пересек границу, и задержали двух других. В том же месяце были убиты трое туркменистанских пограничников. В мае того же года трое туркменистанских пограничников были убиты вооружённой группой, пересекавшей границу из афганского района Гормач[9][10].
- В 2017 году были задержаны четверо боевиков, предположительно связанных с «Исламским государством», при незаконном пересечении границы с Туркменистаном[7].
- 3 января 2021 года на афгано-туркменистанской границе произошла перестрелка между силами «Талибана» и туркменистанскими пограничниками. Об инциденте сообщил глава департамента культуры и информации провинции Джаузджан Хилал Балхи. За три дня до этого туркменистанские пограничники убили одного афганского мирного жителя и избили другого. Затем отряды «Талибана» прибыли на границу для проверки безопасности, но туркменистанская сторона якобы обстреляла их позиции. Талибы открыли ответный огонь, но обошлось без потерь[11].

## Пограничные переходы
- Торгунди — Серхетабад (автомобильный и железнодорожный)[12].
- Акина — Имамназар (железнодорожный)[12].